# منتخب قرغيزستان لكأس ديفيز
منتخب قيرغيزستان لكأس ديفيز هو ممثل قيرغيزستان الرسمي في كرة المضرب في كأس ديفيز.